# 中村南 (練馬区)
中村南（なかむらみなみ）は、東京都練馬区の町名。現行行政地名は中村南一丁目から三丁目。住居表示実施済区域。

## 地理
練馬区南部に位置する。北で中村、北東の交差点上の一点で豊玉中、東で豊玉南、南東で中野区丸山、南で中野区鷺宮、西で中野区上鷺宮と接する。東境は暗渠化された中新井川である。

### 地価
住宅地の地価は、2025年（令和7年）1月1日の公示地価によれば、中村南1-29-15の地点で49万2000円/m2となっている。

## 歴史

### 沿革
- 江戸時代は豊島郡中村の一部であったが、1889年（明治22年）の町村制施行により北豊島郡中新井村大字中の一部となった[5]。
- 1932年（昭和7年）、東京市板橋区の成立に伴い、北豊島郡中新井村大字中から板橋区中村町の一部となる。
- 1940年（昭和15年）に板橋区中村町から独立して起立され板橋区中村南となる[5]。
- 1947年（昭和22年）、練馬区分区により練馬区中村南となる[5]。
- 1940年（昭和15年）から1960年（昭和35年）にかけて漸次中村町の一部から置き換えられた[5]。

### 地名の由来
板橋区中村町の南部にあったことによる。中村町の由来は北豊島郡中新井村の大字名「中」によるが、「中」の由来には諸説ある。

## 世帯数と人口
2025年（令和7年）4月1日現在（練馬区発表）の世帯数と人口は以下の通りである。
| 丁目         | 世帯数    | 人口     |
| ------------ | --------- | -------- |
| 中村南一丁目 | 2,106世帯 | 4,170人  |
| 中村南二丁目 | 2,327世帯 | 4,013人  |
| 中村南三丁目 | 1,602世帯 | 3,100人  |
| 計           | 6,035世帯 | 11,283人 |

### 人口の変遷
国勢調査による人口の推移。
| 年                 | 人口   |
| ------------------ | ------ |
| 1995年（平成7年）  | 7,563  |
| 2000年（平成12年） | 8,090  |
| 2005年（平成17年） | 9,221  |
| 2010年（平成22年） | 9,964  |
| 2015年（平成27年） | 10,627 |
| 2020年（令和2年）  | 11,440 |

### 世帯数の変遷
国勢調査による世帯数の推移。
| 年                 | 世帯数 |
| ------------------ | ------ |
| 1995年（平成7年）  | 3,393  |
| 2000年（平成12年） | 3,822  |
| 2005年（平成17年） | 4,366  |
| 2010年（平成22年） | 4,751  |
| 2015年（平成27年） | 4,848  |
| 2020年（令和2年）  | 5,644  |

## 学区
区立小・中学校に通う場合、学区は以下の通りとなる（2022年7月現在）。
| 丁目         | 街区     | 小学校               | 中学校             |
| ------------ | -------- | -------------------- | ------------------ |
| 中村南一丁目 | 全域     | 練馬区立中村小学校   | 練馬区立中村中学校 |
| 中村南二丁目 | 全域     | 練馬区立中村小学校   | 練馬区立中村中学校 |
| 中村南三丁目 | 1〜18番  | 練馬区立中村小学校   | 練馬区立中村中学校 |
| 中村南三丁目 | 19〜26番 | 練馬区立中村西小学校 | 練馬区立中村中学校 |

## 交通

### 鉄道
町域内に鉄道は通っていないが、南側の西武新宿線鷺ノ宮駅・都立家政駅・野方駅が利用できる。西武池袋線の練馬駅・中村橋駅、都営大江戸線の練馬駅も利用できる。

### バス
停留所、路線は以下のとおりであり、全て関東バスによって運行されている。なお、のりば番号については同社公式サイト「関東バスナビ」による便宜上の番号であり、実際は何も表示されていない。
中村八幡、中村南3丁目停留所
のりば1
- 阿01・荻06：中村橋駅行
- 中24：中村橋駅行 (平日早朝一便のみ)
- 荻07：中村橋駅経由練馬駅行

のりば2
- 阿01・阿03：第九小学校経由阿佐ヶ谷駅行
- 荻06・荻07：日大二高経由荻窪駅北口行
- 阿佐ヶ谷営業所行

中村南スポーツ交流センター、南蔵院通り停留所
のりば1
- 中24：中村橋駅行 (中村南スポーツ交流センターのみ・平日早朝一便のみ)
- 練21：南蔵院循環練馬駅行
- 練22：南蔵院経由練馬駅行

のりば2
- 練22：江古田の森行

中村南二丁目、中村中学、中村小学校停留所
のりば1
- 中24：中村橋駅行(平日早朝一便のみ)

### 道路
- 東京都道427号瀬田貫井線（中杉通り）
- 東京都道440号落合井草線
- 南蔵院通り

## 事業所
2021年（令和3年）現在の経済センサス調査による事業所数と従業員数は以下の通りである。
| 丁目         | 事業所数  | 従業員数 |
| ------------ | --------- | -------- |
| 中村南一丁目 | 38事業所  | 285人    |
| 中村南二丁目 | 56事業所  | 676人    |
| 中村南三丁目 | 62事業所  | 699人    |
| 計           | 156事業所 | 1,660人  |

### 事業者数の変遷
経済センサスによる事業所数の推移。
| 年                 | 事業者数 |
| ------------------ | -------- |
| 2016年（平成28年） | 128      |
| 2021年（令和3年）  | 156      |

### 従業員数の変遷
経済センサスによる従業員数の推移。
| 年                 | 従業員数 |
| ------------------ | -------- |
| 2016年（平成28年） | 1,286    |
| 2021年（令和3年）  | 1,660    |

## 施設
- 練馬区立中村中学校
- 練馬区立中村南スポーツ交流センター
- 豊玉・中村地域交流スポーツセンター
- 平和保育園
- 練馬区立中村地域集会所
- 練馬中村南郵政宿舎
- 全国モーターボート競走会連合会練馬寮
- 日本キリスト教団中村町教会
- いなげや
- 八幡神社 - 旧・中村の鎮守であり、文化13年（1816年）造立の狛犬及び水盥がある[5]。
- 田中稲荷神社
- 福泉禅寺 - 曹洞宗の寺院。山号は向龍山。

### 史跡
- 中村南遺跡 - 先土器時代の遺跡[5]。

## その他

### 日本郵便
- 郵便番号 : 176-0025[3]（集配局 : 練馬郵便局[16]）。